# Kaple svatého Václava (Černíky)
Kaple svatého Václava stojí na návsi v obci Černíky v okrese Nymburk. Jedná se o barokní stavbu z roku 1760, využívající výrazné dekorativní prvky z významných dobových vzorů. Od 3. května 1958 je kaple kulturní památkou.

## Historie a popis
Volně stojící objekt kaple, jenž je kryta sedlovou střechou, se nachází přímo na travnaté ploše obecní návsi a byl vystavěn roku 1760. Přestože je kaple malou stavbou, je velmi bohatě dekorativně architektonicky pojata. Má odsazenou apsidu, do níž jsou zakomponována slepá půlkruhová okna, a výrazný štít severního průčelí, který je dělená do dvou pater (ve spodní části volutami a vtělenou nikou s konchou a mušlí, flankovanou pilastry, v horní půlkruhová zvonička se segmentovaným obloukem a římsou). Fasáda je členěna pilastry s lambrekýny, soklem a profilovanou římsou. Vstup do kaple je řešen půlkruhovým otvorem s prutovou profilací a výrazným klenákem na vrcholu. Před prahem leží pískovcový schod. Presbytář kaple je orientován na jih. Interiér kaple s pískovcovou dlažbou je valeně zaklenut.
V roce 2017 prošla kaple opravou a znovyvysvěcením.